# Proteïna quinasa R
La proteïna quinasa R (PKR) és una serina/treonina quinasa codificada pel gen EIF2K2, localitzat al cromosoma 2. La seva funció és detectar RNA de doble cadena (dsRNA) víric i activar la resposta immunitària innata.
És una de les quatre quinases implicada a la resposta integrada a l'estrès juntament amb PERK, HRI i GCN2. Totes quatre convergeixen en la fosforilació del factor eIF2α a la serina 51. Un cop es fosforila s'inhibeix la transcripció a la cèl·lula de forma general per evitar gastar energia. S'activaran gens com ATF4 que participarà en el restabliment de l'homeòstasi de la cèl·lula.

### Estructura
PKR és una proteïna de 551 aminoàcids composta per un domini N-terminal d’unió a dsRNA i un domini quinasa al C-terminal.

### Activació
El domini N-terminal reconeix l'RNA víric i homodimeritza. Com a resultat s'autofosforila a serines i treonines localitzades a l'extrem C-terminal. Sembla que la fosforilació de les Thr 446 i Thr 451 són essencials perquè la molècula s'activi correctament.
Un cop PKR queda activada, fosforila el factor eIF2α a la serina 51, fet que provoca l’aturada de la traducció, evitant així la replicació del virus dins la cèl·lula.
PKR participa en altres processos independents a la fosforilació de eiF2alfa, com l'apoptosi de la cèl·lula o el procés d'inflamació.

## Implicació en malalties

### Neurodegeneració
S’han detectat nivells elevats de PKR fosforilats a pacients amb malalties neurodegeneratives. Tant a pacients amb malaltia d'Alzheimer com pacients de malaltia de Huntington, s’ha vist que PKR intervenia en la mort cel·lular causada per l’estrès induït al reticle i s’hipotetitza que probablement altres desordres neurològics on s’observen alts nivells de PKR fosforilat podria succeir el mateix.

### PKR i càncer
S’ha vist que PKR pot actuar com a supressor tumoral inhibint la proliferació cel·lular mitjançant la fosforilació d’eIF2α i l’activació de l’apoptosi. També pot interactuar amb proteïnes com p53 i augmentar l’expressió de receptors de mort cel·lulars.
Per altra banda, en alguns càncers com el de pàncrees, de mama, de còlon o melanoma, la sobreexpressió de PKR està associada a un mal pronòstic. Pot contribuir a la metàstasi i resistència terapèutica mitjançant vies com NFKB i STAT1.